# Vallée du Mars
La vallée du Mars és una antiga vall glacial que neix als flancs del puy Mary situat al departament de Cantal a Alvèrnia-Roine-Alps, França. Pren el nom del riu Mars, un afluent del Sumène.
Es troba dins dels municipis (communes) de :
- Lo Falgós (Le Falgoux);
- Lo Vaulmièr (Le Vaulmier);
- Sant Vincenç de Salèrn (Saint-Vincent-de-Salers).

## Imatges

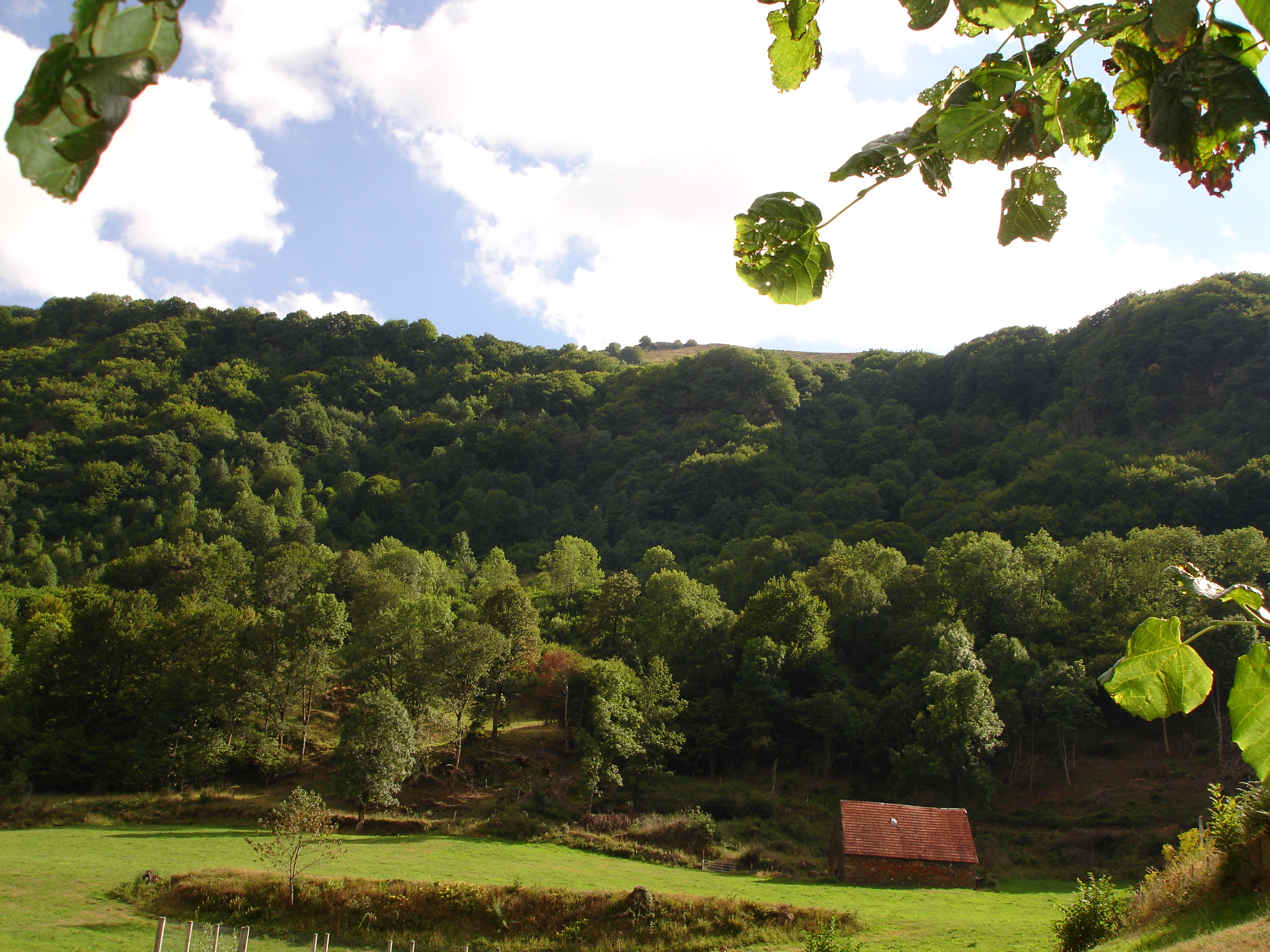
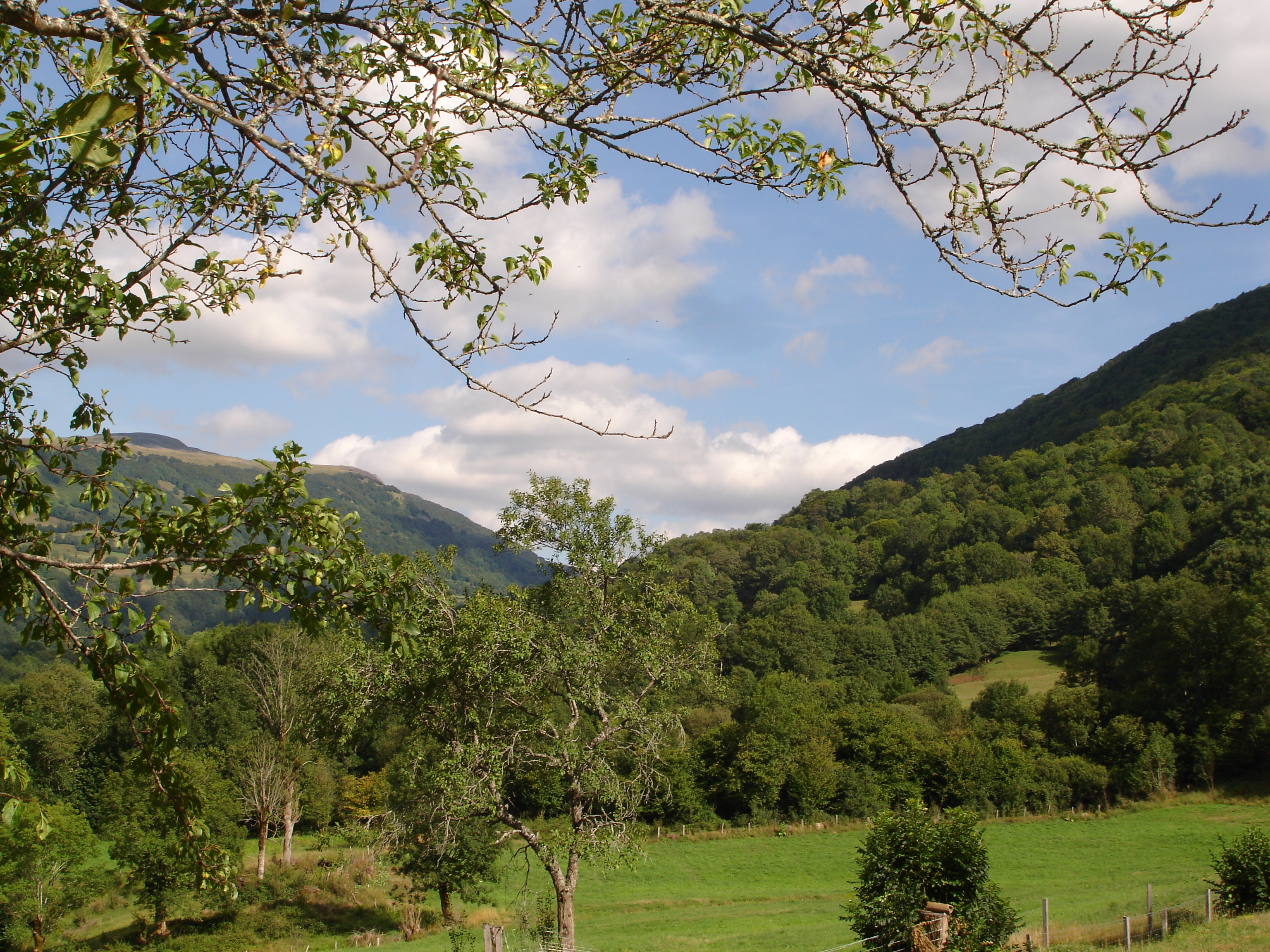
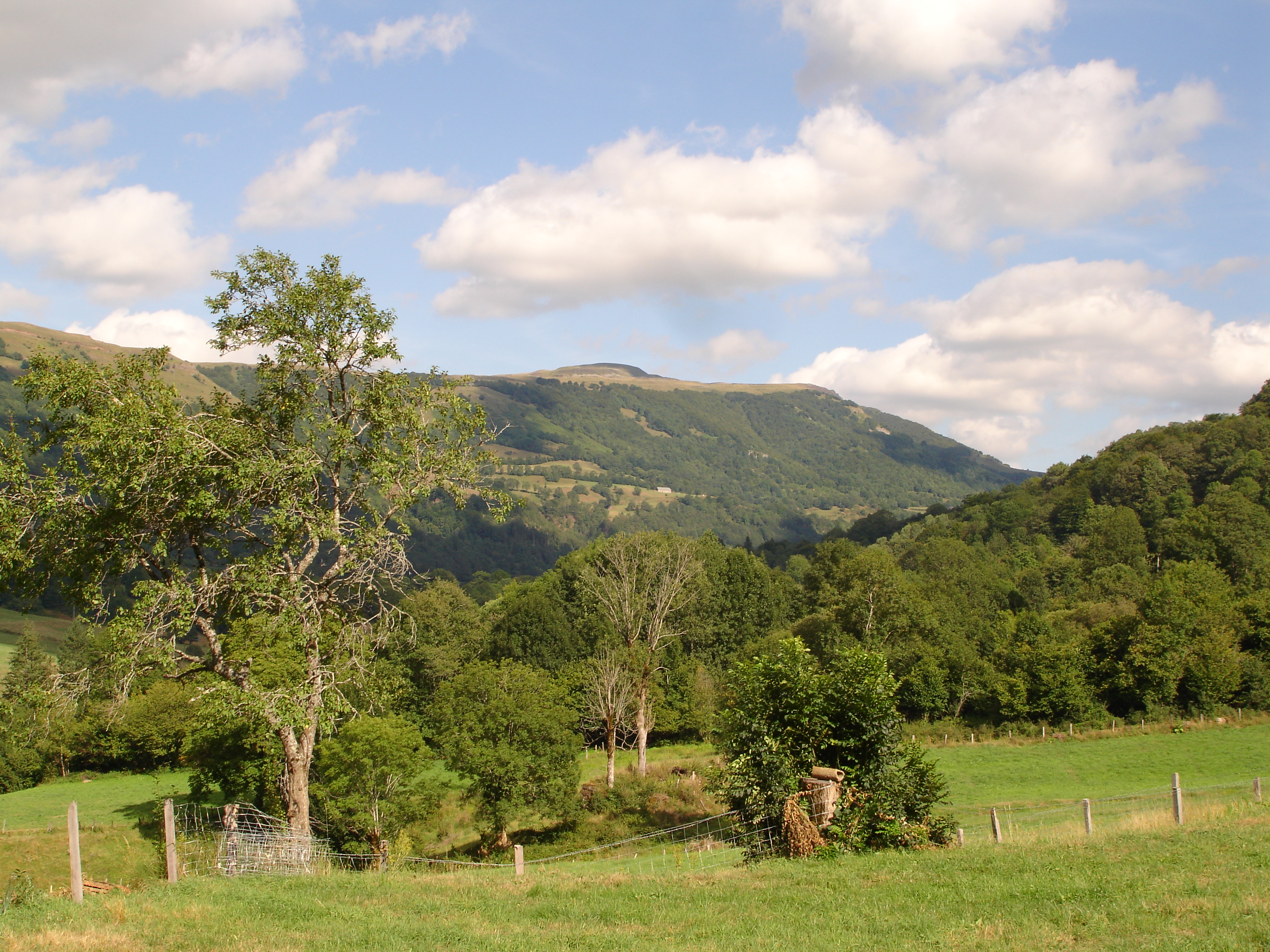
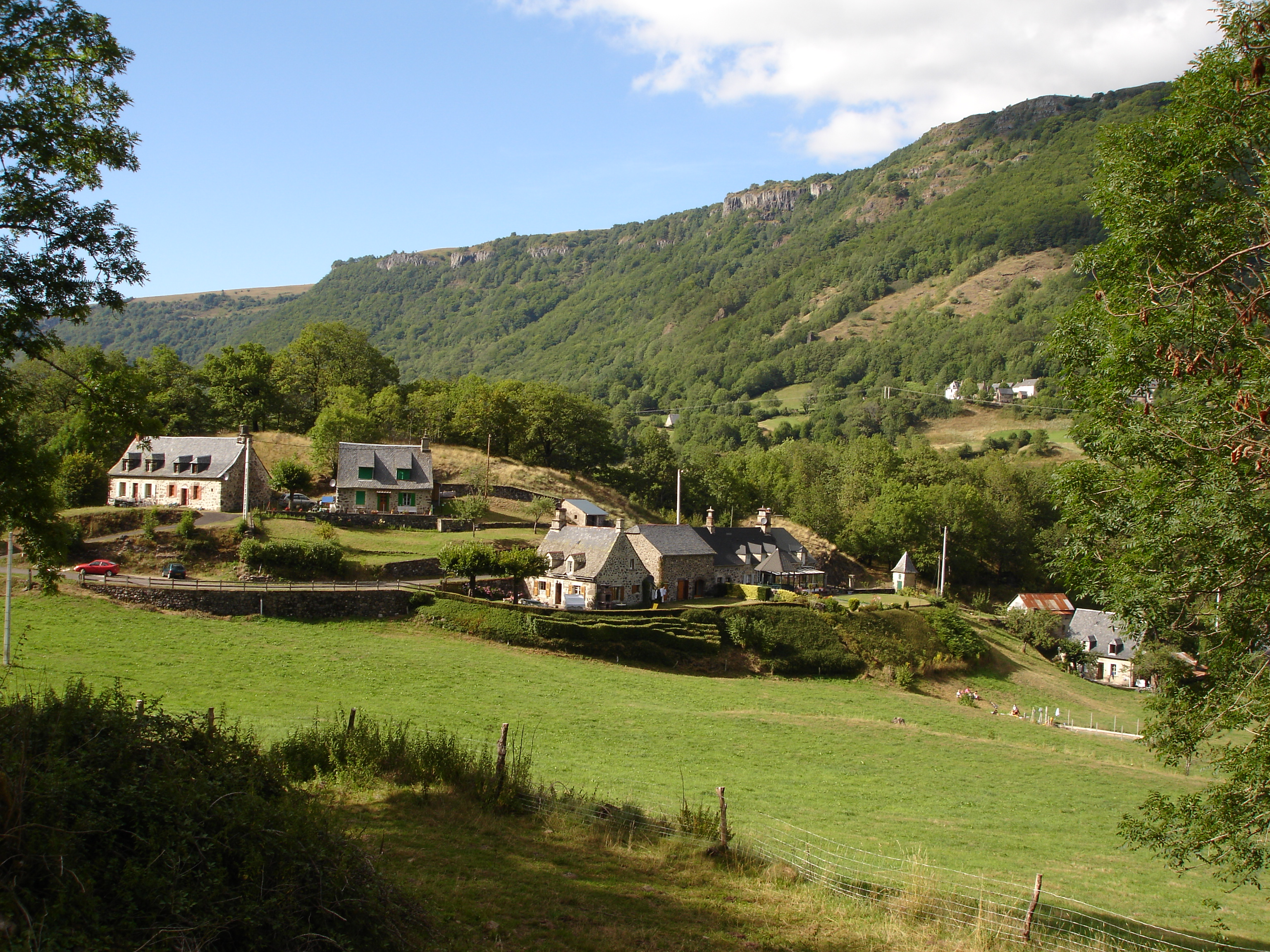
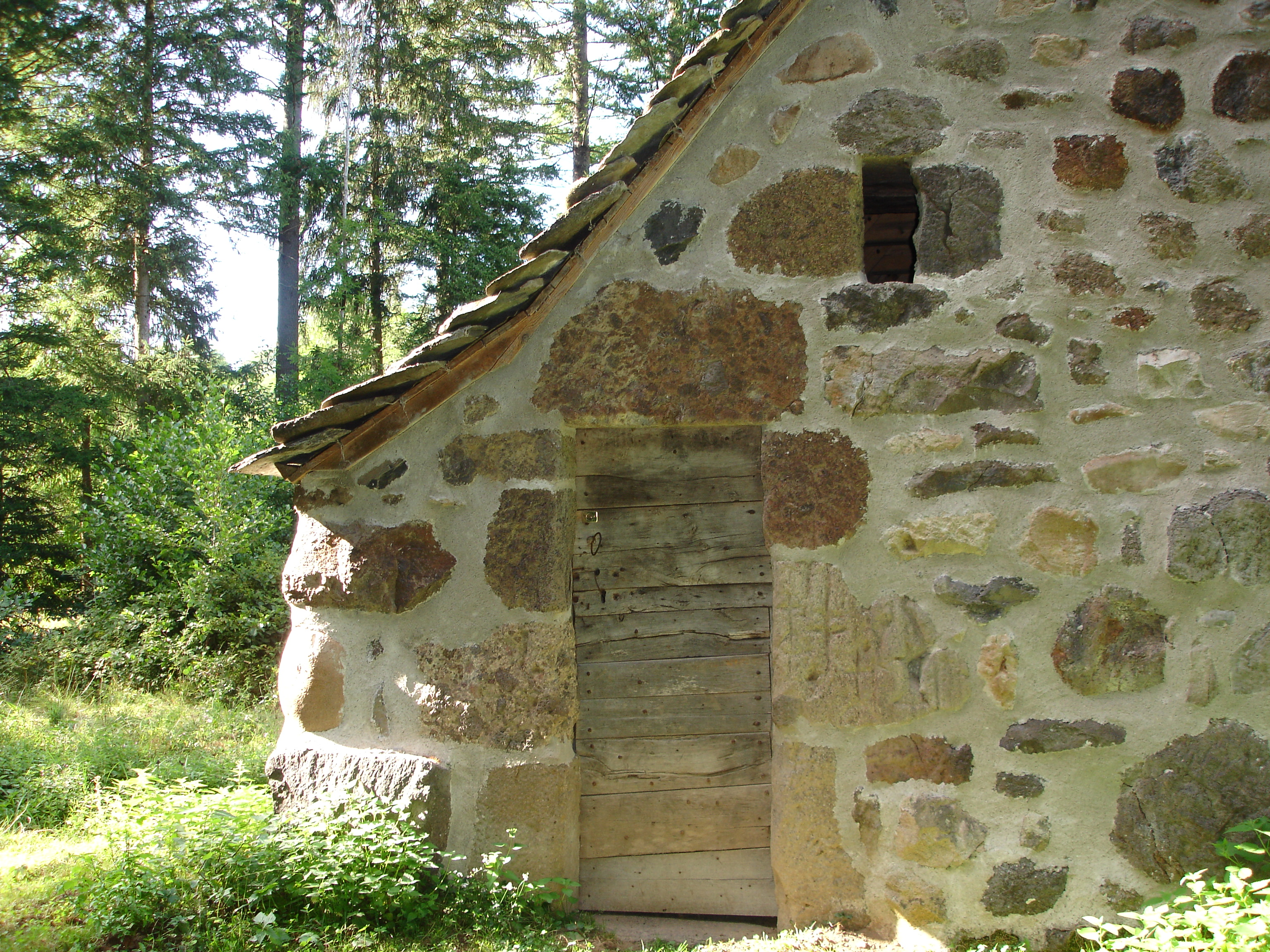
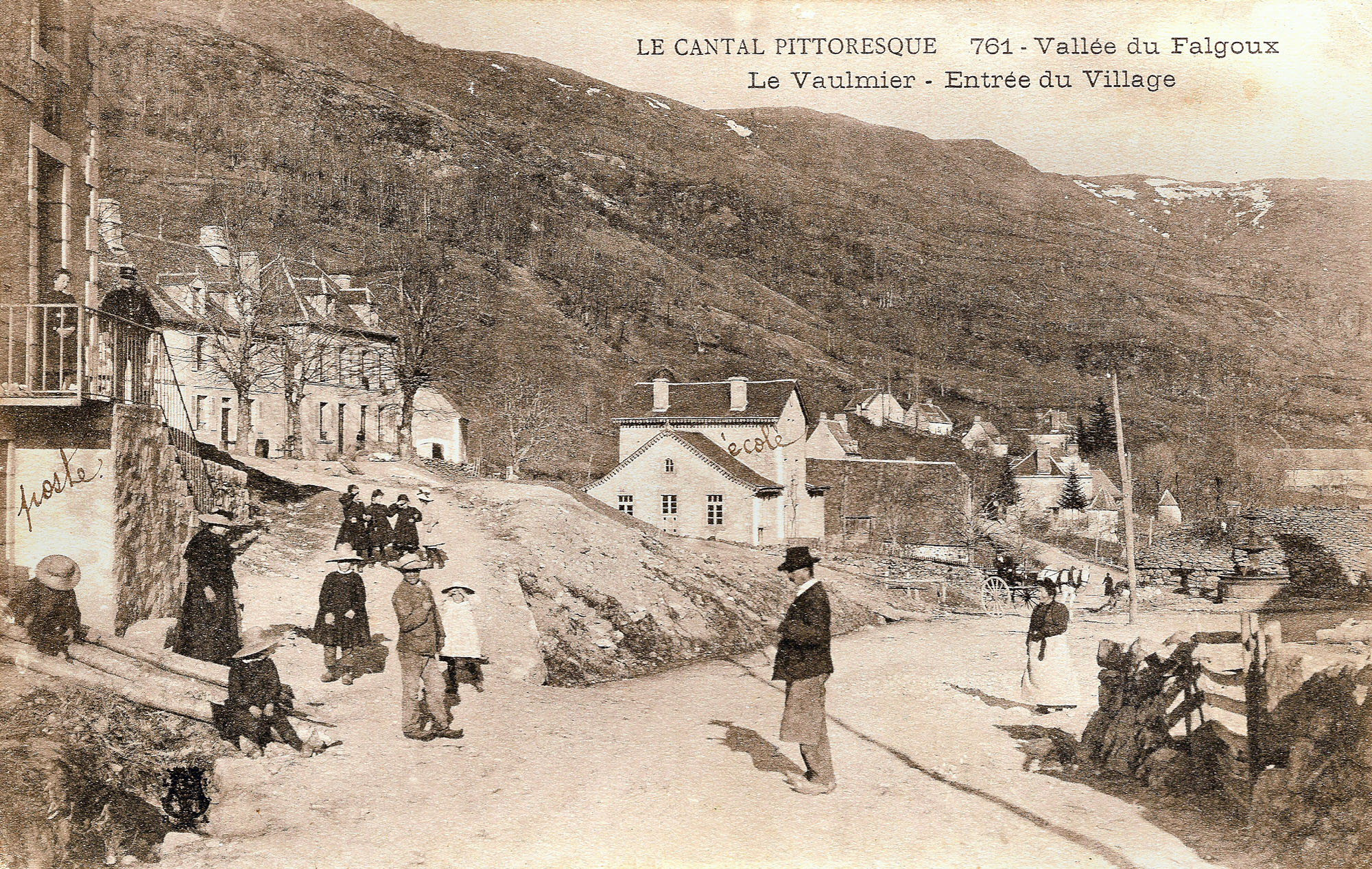